# Кореб Елідський
Коре́б Елі́дський (дав.-гр. Κόροιβος; VIII ст. до н. е.) — давньогрецький атлет, бігун, переможець перших античних Олімпійських ігор.

## Життєпис
Тривалий час вважався звичайним пекарем з Еліди. Проте у 1960 році нідерландським істориком та епіграфістом Генрі Віллі Плекетом доведено помилковість цього судження. Насправді Кореб був жерцем та одним з державців Еліди.
Інші відомості про нього відсутні. Був учасником 1-ї Олімпіади, яка відбулася у 776 році до н. е. Тоді ж виступав у змаганнях з дромосу (біг на стадій), де виграв. Тому вважається першим з відомих  олімпіоніків (з нього починається перелік олімпійських чемпіонів). Стосовно подальшої долі Кореба нічого невідомо.
Згідно з Павсанієм, могила Кореба розташована приблизно за 12 км на південний схід від святилища Зевса в Олімпії на видному пагорбі поблизу рівня річки, де Енимант впадає до Алфея.